# Claro Jansson
Pour les articles homonymes, voir Jansson.
Claro Gustavo Jansson, né Klas Gustav Jansson, (Hedemora, 5 avril 1877 - Curitiba, 1954) est un photographe brésilien.

## Galerie

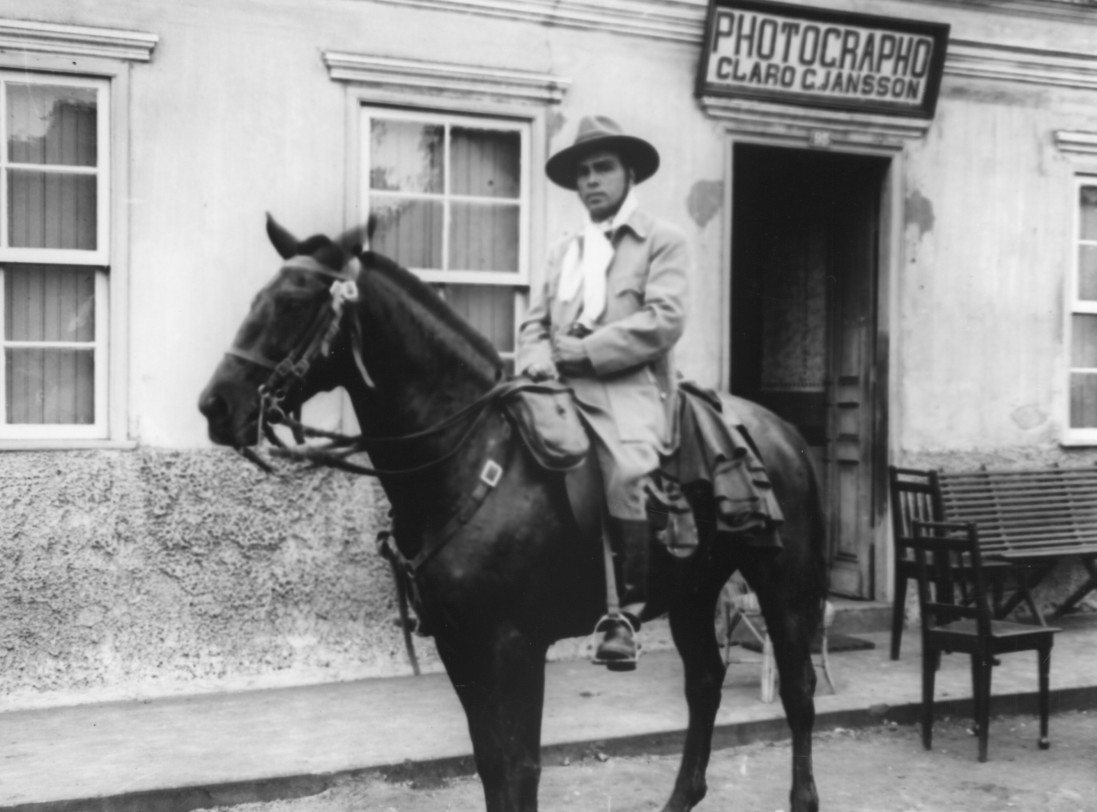
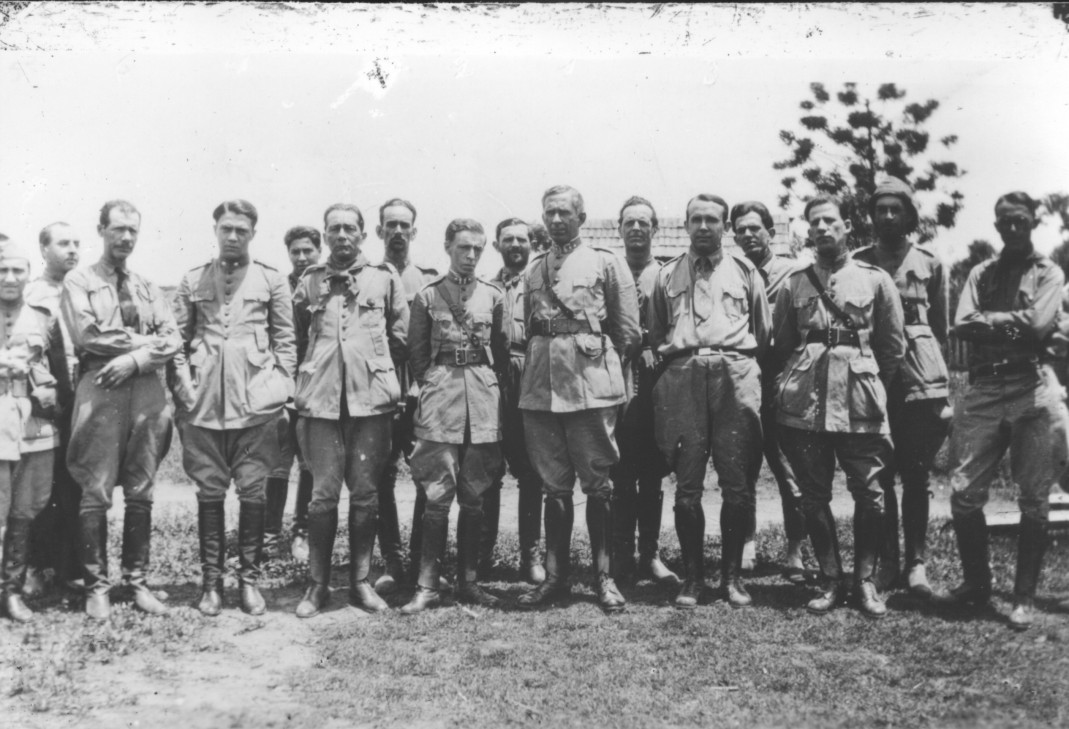
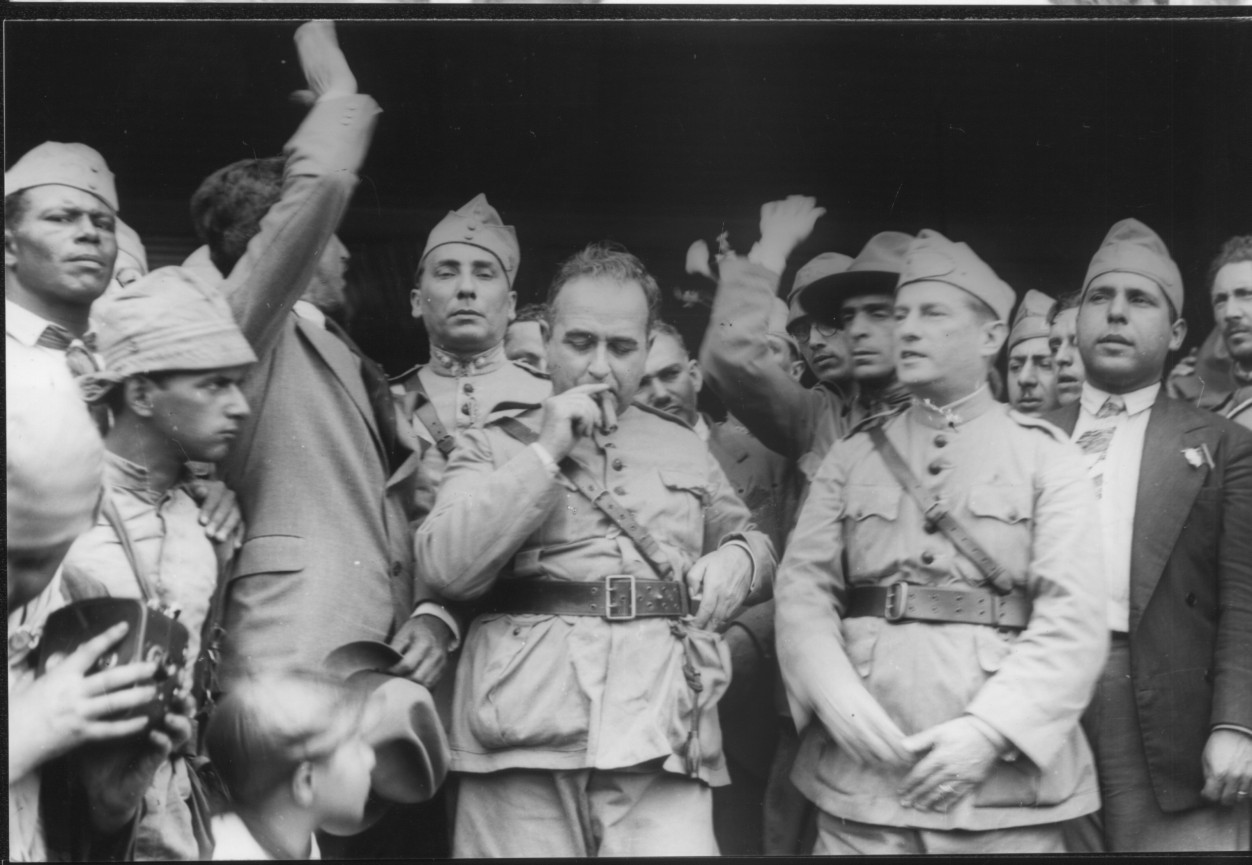
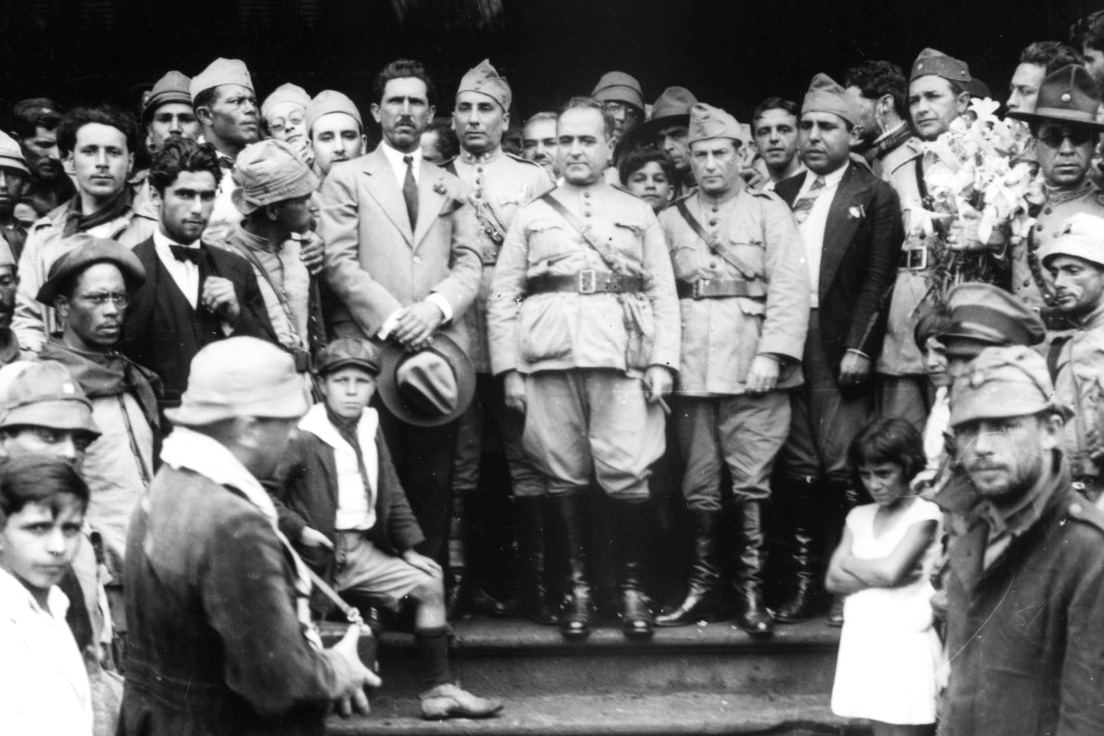
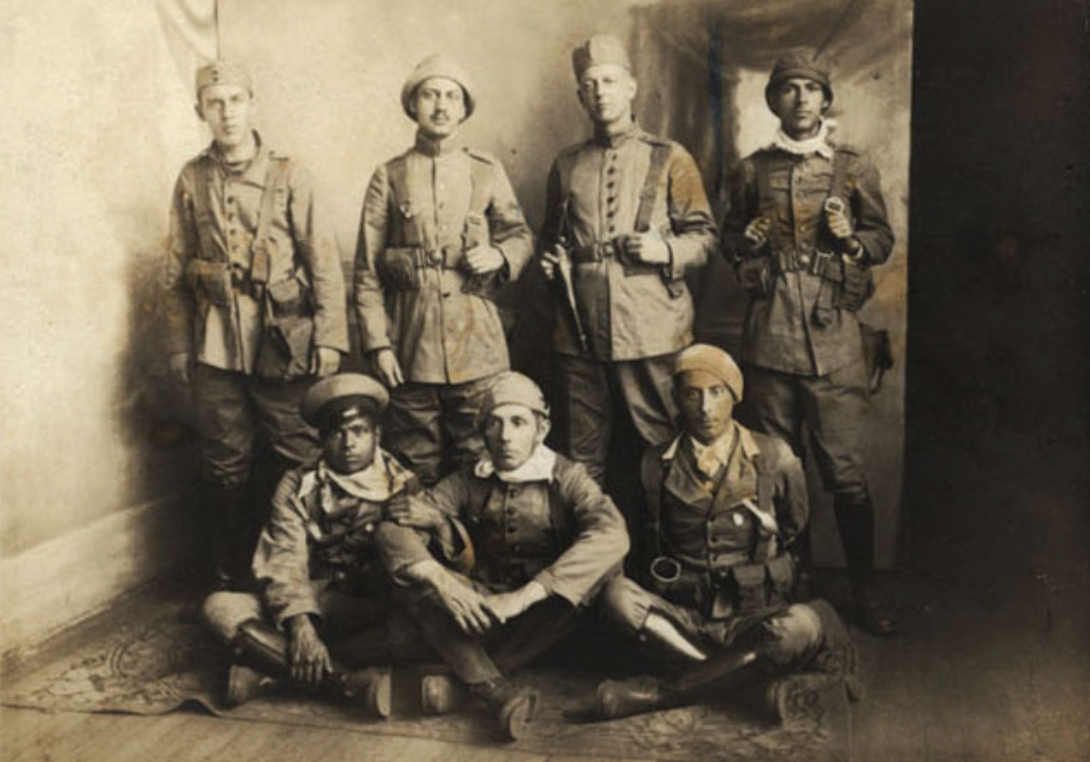

## Crédits
- (pt) Cet article est partiellement ou en totalité issu de l’article de Wikipédia en portugais intitulé « Claro Jansson » (voir la liste des auteurs).